# Joseph Nelis
Joseph Nelis (Tutbury, Anglia, 1917. április 1. – 1994. április 12.), belga labdarúgó, csatár.

## Karrierje
Az angliai Tutburyben született, azonban karrierje során csak Belgiumban játszott, egészen pontosan a Berchem és a Saint-Gilloise színeiben. Pályafutását nagyon korán, már huszonhat évesen befejezte.
A válogatottban összesen két meccsen szerepelt, ezeken két találatot jegyzett. Két évvel korábban részt vett az 1938-as vb-n is, ott azonban egyetlen percet sem játszott.